# Aeroporto Cacique Aramare
O Aeroporto Cacique Aramare (IATA: PYH, ICAO: SMPA) é um aeroporto comercial e público de tipo nacional localizado na cidade de Puerto Ayacucho, a capital do estado do Amazonas, na Venezuela.

## Destinos
- Conviasa
  - Caracas, Distrito Capital (Aeroporto Internacional Simón Bolívar)

- T.A.A. (Turismo Aéreo Amazonas)
  - Ciudad Bolívar (Aeroporto Nacional Tomas de Heres)
  - Los Roques (Aeroporto Los Roques)
  - Porlamar (Aeroporto Internacional do Caribe Santiago Mariño)
  - Canaima (Aeroporto Parque Nacional Canaima)

- Aguaysa
  - San Juan de Manapiare
  - San Fernando de Atabapo
  - Maroa
  - San Carlos de Río Negro
  - La Esmeralda

- Wayumi
  - San Juan de Manapiare
  - San Fernando de Atabapo
  - San Carlos de Río Negro
  - La Esmeralda